# Budo Sento Championship
Budo Sento Championship, também conhecido como Budo SC ou pela abreviação BSC, é uma organização de artes marciais mistas e esportes de combate sediada no México.

## História
A BSC foi fundada pelo empresário e advogado Iván Macías em 2020 como uma oportunidade de expandir ainda mais o crescimento do MMA na sociedade mexicana que vinha ocorrendo desde a década anterior. Macías disse em entrevista que a ideia surgiu após o aumento das atividades de lazer devido à pandemia da COVID-19.
14 de novembro de 2020 foi a data do evento inaugural, "BSC Volume 1", com Wilson Reis versus Carlos Briseño no Foro Radi na Cidade do México. Reis dominou boa parte do duelo e conquistou a vitória por finalização no segundo round.

## Atuais campeões

### Divisão Masculina
| Divisão Masculina | Limite de Peso | Campeão                   | Nacionalidade | Desde                   | Defesas de Título |
| ----------------- | -------------- | ------------------------- | ------------- | ----------------------- | ----------------- |
| Peso Pesado       | 120 kg         | Hugo Lezama               | México        | 11 de augusto de 2023   | 1                 |
| Peso Meio Pesado  | 93 kg          | Jorge González Villa      | México        | 9 de setembro de 2022   | 0                 |
| Pesos Meio Médio  | 77 kg          | Ricardo Chávez Villaseñor | México        | 10 de novembro de 2023  | 2                 |
| Peso Leve         | 71 kg          | —                         | —             | —                       | —                 |
| Peso Pena         | 66 kg          | Allan Ruíz                | México        | 17 de fevereiro de 2023 | 0                 |
| Peso Galo         | 61 kg          | Víctor Madrigal           | México        | 8 de julho de 2022      | 0                 |
| Peso Mosca        | 57 kg          | Cristian Torres           | México        | 28 de junho de 2024     | 0                 |

### Divisão Feminina
| Divisão Feminina    | Limite de Peso | Campeão        | Nacionalidade | Desde                | Defesas de Título |
| ------------------- | -------------- | -------------- | ------------- | -------------------- | ----------------- |
| Peso Mosca Feminino | 57 kg          | Alejandra Lara | Colombia      | 2 de augusto de 2024 | 0                 |
| Peso Palha Feminino | 57 kg          | Nadia Vera     | México        | 12 de abril de 2024  | 0                 |